# Евлалий (антипапа)
Евлалий (на латински: Eulalius, † 423) е анти-епископ (по-късно описан като антипапа), управлявал от декември 418 до април 419 г. едновременно с папа Бонифаций I. Преди избора му той е архипрезбитер на Латеран.

## Биография
На 27 декември 418 г. една част от римския клерус го избира за наследник на епископ Зосим. След един ден голямата част избира Бонифаций I. След като император Хонорий признава Евлалий за редовен епископ, Бонифаций трябва да напусне Рим.
По настояване на привържениците на Бонифаций императорът свиква синод (събор), който не постига съгласието на епископите. Тогава Евлалий се връща обратно в Рим и императорът признава Бонифаций като епископ. Евлалий трябва да бяга на 29 април 419 г. от Рм в Анциум.
След смъртта на Бонифаций през 422 г. привържениците на Евлалий правят опити да го поставят отново като антиепископ, но той отказва.